# Puessans
Puessans ist eine französische Gemeinde mit 33 Einwohnern (Stand: 1. Januar 2022) im Département Doubs in der Region Bourgogne-Franche-Comté.

## Geographie
Puessans liegt auf 280 m, neun Kilometer nordnordwestlich von Baume-les-Dames und etwa 31 Kilometer nordöstlich der Stadt Besançon (Luftlinie). Das Dorf erstreckt sich in der gewellten Landschaft zwischen den Flusstälern von Doubs im Süden und Ognon im Norden, im Tal des Crenu am Südfuß des Grand Bois.
Die Fläche des 3,59 km² großen Gemeindegebiets umfasst einen Abschnitt der gewellten Landschaft zwischen Doubs und Ognon. Der zentrale Teil des Gebietes wird vom Tal des Crenu eingenommen, der eine rund 500 m breite, flache Talniederung besitzt und für die Entwässerung nach Westen zum Ognon sorgt. Es ist überwiegend mit Acker- und Wiesland bestanden. Nach Norden erstreckt sich das Gemeindeareal auf die angrenzenden Höhen mit dem Grand Bois (405 m) und dem Mont Adam, auf dem mit 424 m die höchste Erhebung von Puessans erreicht wird. Auf seiner Südseite wird das Tal vom Hochplateau von Montmartin (bis 410 m) flankiert.
Nachbargemeinden von Puessans sind Rougemont und Gouhelans im Norden, Huanne-Montmartin im Osten, Tournans und Rognon im Süden sowie Montussaint und Mondon im Westen.

## Geschichte
Im Mittelalter gehörte Puessans zur Herrschaft Montmartin. Zusammen mit der Franche-Comté gelangte das Dorf mit dem Frieden von Nimwegen 1678 definitiv an Frankreich. Heute ist Puessans Teil des Gemeindeverbandes Deux Vallées Vertes.

## Sehenswürdigkeiten
Im Ortskern sind zahlreiche Häuser im charakteristischen Stil der Franche-Comté aus dem 17. bis 19. Jahrhundert erhalten.

## Bevölkerung
| Jahr                       | 1962 | 1968 | 1975 | 1982 | 1990 | 1999 | 2004 | 2016 |
| Einwohner                  | 30   | 43   | 41   | 43   | 42   | 42   | 39   | 31   |
| Quellen: Cassini und INSEE |      |      |      |      |      |      |      |      |

Mit 33 Einwohnern (Stand 1. Januar 2022) gehört Puessans zu den kleinsten Gemeinden des Départements Doubs. Nachdem die Einwohnerzahl in der ersten Hälfte des 20. Jahrhunderts markant abgenommen hatte (1881 wurden noch 173 Personen gezählt), wurden seit Beginn der 1960er Jahre nur noch geringe Schwankungen verzeichnet.

## Wirtschaft und Infrastruktur
Puessans war bis weit ins 20. Jahrhundert hinein ein vorwiegend durch die Landwirtschaft (Ackerbau, Obstbau und Viehzucht) und die Forstwirtschaft geprägtes Dorf. Noch heute leben die Bewohner zur Hauptsache von der Tätigkeit im ersten Sektor. Außerhalb des primären Sektors gibt es keine Arbeitsplätze im Dorf. Einige Erwerbstätige sind auch Wegpendler, die in den umliegenden größeren Ortschaften ihrer Arbeit nachgehen.
Die Ortschaft liegt abseits der größeren Durchgangsstraßen an einer Departementsstraße, die von Clerval nach Avilley führt. Der nächste Anschluss an die Autobahn A36 befindet sich in einer Entfernung von ungefähr elf Kilometern. Eine weitere Straßenverbindung besteht mit Morchamps.